# Goggia braacki
Goggia braacki là một loài thằn lằn trong họ Gekkonidae. Loài này được Good, Bauer & Branch miêu tả khoa học đầu tiên năm 1996.